# Les Enfants du crépuscule
Les Enfants du crépuscule est un roman policier français de Serge Brussolo paru aux éditions du Masque en 1997.

## Résumé
Peggy, une jeune femme, se rend en Floride pour enterrer sa sœur Lisa, assassinée par un rôdeur. En rangeant la maison, elle y découvre sur un mur une trace ensanglantée laissée par la paume d'une main ainsi qu'une poupée de musée de très grande facture.
Ces deux indices négligés par le shérif permettent à Peggy de faire le lien avec une famille qui possède un musée de poupées. Elle s'invite alors dans leur propriété, en se faisant passer pour une journaliste. Les habitants des lieux, un artiste sculpteur et sa sœur, gagnent leur vie grâce aux touristes qui viennent visiter la maison de poupée fabriquée par leur père défunt.
L'héroïne Peggy Meetchum revient dans deux suites : Baignade accompagnée (1999) et Iceberg Ltd (2000).

## Éditions
- Éditions du Masque, 1997  (ISBN 2-7024-2679-4)
- LGF, coll. « Le Livre de Poche » no 17064, 1999  (ISBN 2-253-17064-X)
- Dans le volume omnibus Serge Brussolo 2, Éditions du Masque, 2001  (ISBN 2-7024-3053-8)